# خانه رئیس‌علی دلواری
خانه رئیس علی دلواری مربوط به اواخر دوره قاجار است و در جنوب شرقی دلوار واقع شده و این اثر در تاریخ ۱۶ آذر ۱۳۷۶ با شمارهٔ ثبت ۱۹۴۳ به‌عنوان یکی از آثار ملی ایران به ثبت رسیده است.
همایون شهنواز سازنده سریال دلیران تنگستان در این مکان به خاک سپرده شده است.